# Катаморфізм
Катаморфізм — змінення гірських порід у верхній зоні земної кори під дією атмосфери та циркуляції підземних вод.
Породи зазнають впливу окиснення, гідратації та карбонатизації, в результаті чого руйнуються з перетворенням складних мінералів у простіші. Застарілий термін.